# Westport (Minnesota)
Westport es una ciudad ubicada en el condado de Pope en el estado estadounidense de Minnesota. En el Censo de 2010 tenía una población de 57 habitantes y una densidad poblacional de 79,74 personas por km².

## Geografía
Westport se encuentra ubicada en las coordenadas 45°42′51″N 95°10′5″O / 45.71417, -95.16806. Según la Oficina del Censo de los Estados Unidos, Westport tiene una superficie total de 0.71 km², de la cual 0.71 km² corresponden a tierra firme y (0%) 0 km² es agua.

## Demografía
Según el censo de 2010, había 57 personas residiendo en Westport. La densidad de población era de 79,74 hab./km². De los 57 habitantes, Westport estaba compuesto por el 80.7% blancos, el 3.51% eran afroamericanos, el 0% eran amerindios, el 0% eran asiáticos, el 0% eran isleños del Pacífico, el 15.79% eran de otras razas y el 0% pertenecían a dos o más razas. Del total de la población el 15.79% eran hispanos o latinos de cualquier raza.